# Orthotrichia fimbriata
Orthotrichia fimbriata är en nattsländeart som beskrevs av Wells 1991. Orthotrichia fimbriata ingår i släktet Orthotrichia och familjen smånattsländor. Inga underarter finns listade i Catalogue of Life.